# 船形拟壁钱
船形拟壁钱（学名：Oecobius navus）为拟壁钱科拟壁钱属的动物。分布于全球分布以及中国大陆的湖南、广东、香港、四川、云南、浙江等地。